# موریس لتچفورد
موریس لتچفورد (انگلیسی: Maurice Letchford; ۲۷ اوت ۱۹۰۸ – ۱۵ اوت ۱۹۶۵) کشتی‌گیر اهل کانادا بود.